# Giulio Bertola
Giulio Luigi Bertola (Murano, 30 aprile 1921 – Milano, 30 novembre 2008) è stato un direttore d'orchestra e di coro italiano.

## Biografia

### Formazione e prime esperienze artistiche
Giulio Bertola nacque a Murano, isola della laguna veneta, nel 1921, e si diplomò a pieni voti in Strumentazione per banda, Direzione Corale e Composizione al Conservatorio Benedetto Marcello di Venezia, sotto la guida del direttore e compositore Gian Francesco Malipiero. Fu grazie alla composizione che iniziò a entrare nel mondo musicale veneziano, dove arte e sperimentazione caratterizzarono artisti quali Bruno Maderna o Luigi Nono.
Fu autore e concertatore di 2 Suites per Orchestra, un Oratorio e varie musiche da camera.
Partecipò nel 1946 al "Corso internazionale di direzione d'orchestra" tenuto da Hermann Scherchen, patrocinato dalla Biennale di Venezia, e iniziò nello stesso anno le sue prime esperienze musicali pratiche, chiamato alla Fenice come maestro sostituto del direttore del coro Sante Zanon, dove rimase fino al 1953.
La sua carriera artistica si caratterizzò in seguito per un'alternanza di esperienze musicali legate ora alla direzione d'orchestra, ora a quella corale.

### 1952-1977. Tra l'Arena di Verona e la Rai Radiotelevisione di Milano
Dal 1952 al 1973 venne chiamato come direttore del Coro dell'Arena di Verona alla guida di un complesso di più di duecento artisti. Decine le opere da lui preparate nelle parti corali, tra le quali Carmen di Georges Bizet nel 1965 diretta da Nino Sanzogno, con Giulietta Simionato, Mirella Freni e la regia di Sandro Bolchi, Aida di Giuseppe Verdi nel 1968 diretta da Gianandrea Gavazzeni, Ernani di Verdi nel 1972 diretta da Oliviero De Fabritiis, con Franco Corelli, Piero Cappuccilli e Ruggero Raimondi.
Ha instaurato negli anni della sua attività in Arena la tradizione della "Messa degli Artisti", che si celebra ancora oggi nella Chiesa di San Nicolò a Verona. In questa occasione una parte del coro dell'Arena accompagna cantando la funzione religiosa dell'Assunzione di Maria.
I rapporti con l'ente lirico veronese si interruppero nel 1973, e dopo vent'anni Bertola lasciò l'Arena per le divergenze d'opinione createsi con il neoassunto direttore artistico.
Alle estati trascorse in Arena fecero da contrappunto le stagioni invernali tra Bergamo e Palermo.
Dal 1953 al 1958 fu alla direzione del Coro del Teatro Massimo di Palermo e tra le numerose produzioni si ricordano la Cavalleria rusticana di Pietro Mascagni diretta da Tullio Serafin, con Giuseppe Di Stefano nel 1956 e, nello stesso anno, nella stagione sinfonica autunnale, il Requiem tedesco di Johannes Brahms diretto da Sergiu Celibidache.
Dal 1953 al 1961 fu direttore del Coro del Festival autunnale dell'opera lirica del "Teatro delle novità" al Donizetti di Bergamo, dove si dava spazio alle opere moderne o di prima esecuzione.
Anni dopo, interessato a sperimentare anche il repertorio contemporaneo, debuttò nell'opera lirica ospite del Teatro e diresse nel 1972 Il capitan Spavento di Malipiero, Le campane di Renzo Rossellini e I due timidi di Nino Rota, e nel 1973 Il console di Giancarlo Menotti.
Nel 1958 partecipò come direttore del Coro al Festival dei Due Mondi di Spoleto, dove all'inaugurazione il Macbeth di Verdi diretto da Thomas Schippers con la regia di Luchino Visconti ottenne il consenso di critica e pubblico.
Dal 1958 al 1977 collaborò con la RAI Radiotelevisione Italiana di Milano, dove assunse l'incarico di Direttore del Coro e, dal novembre del 1971, in collaborazione con il Direttore del complesso, curò gli aspetti tecnico artistici dell'Orchestra sinfonica. Lavorò con direttori d'orchestra quali Claudio Abbado, Luciano Berio, Gianandrea Gavazzeni, Carlo Maria Giulini, Riccardo Muti, Georges Prêtre.
Nel 1959 fondò il Coro Polifonico Italiano, con il quale svolse un'intensa attività sia concertistica che discografica, attraverso un repertorio che dalle musiche antiche si estese fino a quelle contemporanee. Con questo complesso diresse alla Scala nel 1968 la Petite Messe solennelle di Rossini.
Dal 1961 al 1982 ha insegnato canto corale al Conservatorio Giuseppe Verdi di Milano.
Nel 1967 preparò i cori della Rai di Milano e di Roma per il concerto che si tenne a Palazzo Pio a Roma davanti al papa Paolo VI. Le orchestre e cori uniti della RAI di Roma e Milano dirette da Herbert von Karajan eseguirono la Messa dell'incoronazione di Mozart e il Te Deum di Verdi, evento diffuso per radio e televisione.
A Verona come direttore d'orchestra diresse nel 1968 nella Basilica di San Zeno la Petite messe solennelle di Gioachino Rossini nella versione per Soli, Coro, due pianoforti e Armonium, e in Arena nel 1969 La Resurrezione di Cristo di Lorenzo Perosi, nel 1970 il Messiah di Georg Friedrich Händel, nel 1971 lo Stabat Mater di Rossini e il Te Deum di Verdi e nel 1972 il Transitus animae di Perosi,  oratorio scelto per onorare il centenario della nascita del compositore di Tortona, e Aleksander Nievski di Prokofief.
Nel 1977 divenne Direttore Artistico della Piccola Scala di Milano.
Ricercatore e filologo, Giulio Bertola concertò e diresse partiture come l'Oratorio de Le Storie della Natività di Heinrich Schütz o la poco nota Messa in sol maggiore di Franz Schubert o lo Stabat Mater di Penderecki (in prima esecuzione a Milano); il suo repertorio spaziò da Monteverdi, Vivaldi, Bach ai contemporanei Nono e Dallapiccola. Indimenticabile, secondo Paolo Isotta, critico musicale del Corriere della Sera, l'esecuzione del 1973 dei Carmina Burana di Carl Orff, dove mostrò in modo completo le sue qualità di concertatore e direttore. Numerose le registrazioni radio-televisive.

### 1978-1991. Dall'Accademia di Santa Cecilia a Roma alla Scala
Nel 1978 Francesco Siciliani, responsabile artistico dell'Accademia di Santa Cecilia di Roma, lo volle come direttore stabile del complesso corale. Bertola preparò il coro per la stagione sinfonica e lo diresse nella stagione da camera dell'Accademia attraverso un repertorio atto ad esprimerne le qualità acquisite: dal Gloria di Monteverdi alle partiture corali del XX secolo come Les Noces di Stravinsky o le Canciones a Guiomar di Nono; dall'Hymne per soprano, coro e organo di Felix Mendelssohn alla Lauda per la natività del Signore di Ottorino Respighi. Nel 1984 venne nominato Accademico di Santa Cecilia.
Nel luglio del 1983 lasciò Roma e ritornò a Milano per entrare al Teatro alla Scala come direttore del coro, ricevendo il testimone da Romano Gandolfi, stimato collega e amico. Ma il suo ingresso nel teatro milanese era già avvenuto qualche mese prima quando venne invitato a preparare i 110 artisti del coro nel concerto-omaggio diretto da Riccardo Muti per la visita di papa Giovanni Paolo II.
Collaborò a numerosissime produzioni, molte delle quali trasmesse alla televisione e incise discograficamente: dalla Turandot di Giacomo Puccini diretta da Lorin Maazel con la regia di Franco Zeffirelli al Tannhäuser di Richard Wagner diretto da Gustav Kuhn, dalla Carmen diretta da Claudio Abbado con la regia di Piero Faggioni alla grandiosa Aida del 1985 diretta da Lorin Maazel con Luciano Pavarotti e la regia di Luca Ronconi, e poi ancora Otello di Verdi diretto da Carlos Kleiber con la regia di Franco Zeffirelli con Plácido Domingo, Mirella Freni e Renato Bruson, del quale venne anche prodotta una versione cinematografica diretta da Lorin Maazel sempre con Domingo, Katia Ricciarelli e Justino Díaz.
Preparò il coro scaligero anche per la realizzazione de Il viaggio a Reims di Rossini diretta da Claudio Abbado con la regia di Luca Ronconi e per l'esecuzione della Messa di requiem di Verdi diretta da Riccardo Muti con Luciano Pavarotti e per  I Lombardi alla prima crociata di Verdi nel 1984 sotto la direzione di Gianandrea Gavazzeni con la regia di Gabriele Lavia.
In questa occasione, assecondando la richiesta del pubblico,  al termine della pagina corale "O Signore, dal tetto natio"  il direttore concesse il bis, infrangendo la regola non scritta, ma rispettata alla Scala fin dai tempi di Arturo Toscanini, di non ripetere mai brani di una esecuzione. Stesso destino per il Nabucco di Verdi, opera inaugurale della stagione scaligera 1986-87, diretta da Riccardo Muti con la regia di Roberto de Simone dove fu concesso il bis per il "Va, pensiero".
Il Coro della Scala, sotto la sua conduzione, fu protagonista, con il repertorio lirico, in concerti tenuti in Italia e all'estero e partecipò alle tournée della Scala in Canada, Germania, Francia, in Corea del Sud per le Olimpiadi di Seoul del 1988 e in Giappone.
Nel 1991 il rapporto con la Scala ebbe termine.

### Il ritorno a Venezia
Nel 1993 Bertola tornò per qualche mese alla direzione del Coro della Fenice di Venezia, concludendo la sua carriera artistica là dove aveva iniziato.
Si spense a Milano dopo una lunga malattia nel 2008, circondato dalla moglie Elisabella Turchetto, con la quale fu sposato per 57 anni, e dai figli Manuela e Daniele. Le sue ceneri sono state tumulate in una celletta dell'Ossario Centrale del Cimitero Monumentale di Milano, nella quale sono state raggiunte dalle ceneri della moglie, scomparsa il 2 agosto 2014.

## Discografia
Oltre alle molteplici incisioni alla guida del Coro della Rai di Milano e della Scala, se ne ricordano alcune da lui concertate e dirette:
- Petite messe solennelle, Rossini – Scotto, Cossotto, Kraus, Vinco - Coro Polifonico di Milano - MRC
- Pezzi Sacri, Monteverdi - Orchestra dell'Angelicum, Coro Polifonico di Milano - Disco Angelicum
- Composizioni Sacre, Pergolesi - Disco Angelicum

## Onorificenze e riconoscimenti
- Accademico di Santa Cecilia (1983)
- Medaglia d'oro di benemerenza civica della città di Milano (Ambrogino d'oro)  (1989)